# 太醫
太醫是中國、朝鮮古代替皇家服務的醫生。御醫是太醫的一種，但一般太醫服務的範圍較廣，御醫只替宫廷的人看病。
秦代有太医令一職，《史记·扁鹊仓公列传》记载，西汉已有太医之職。郭玉精通医术，漢和帝时擔任太医丞。太醫是御医、吏目、院士、医生等的集合名詞，御醫是太醫中的第一等級。
汉唐以降，太医因醫治不利遭治罪屡有记载，華佗即被曹操所殺。唐懿宗時，同昌公主患重病，皇帝急令太医韩宗绍、康仲殷医治，仍未能挽救其生命。韩宗绍與康仲殷最後被處死，又收捕两家亲属三百余口，交京兆尹治罪。太醫李玄伯給唐懿宗服丹，導致背部生疽，李玄伯與煉丹的方士均被處死。明太祖駕崩，建文帝即位，逮捕諸醫官治罪，只有御醫戴思恭倖免。
明朝的太醫許紳用“虎狼之药”治好明世宗的急症，他临终前卻说：「吾不起矣，曩者宫变，吾自度不效必杀身，因而惊悸，非药石所能治也。」
毛澤東的保健醫師李志绥的祖父李德立做过清朝皇帝的御醫。
《聊斋志异》中，有《太医》短篇小說。